# Pat Connaughton
Patrick Bergin «Pat» Connaughton (Arlington, Massachusetts, 6 de enero de 1993) es un baloncestista estadounidense que pertenece a la plantilla de los Charlotte Hornets de la NBA. Con 1,96 metros de estatura, juega en la posición de escolta.

## Trayectoria deportiva

### Universidad
Jugó cuatro temporadas con los Fighting Irish de la Universidad de Notre Dame, en las que promedió 10,5 puntos, 5,9 rebotes y 1,8 asistencias por partido. Fue elegido en su última temporada en el tercer mejor quinteto de la Atlantic Coast Conference.
Jugó además al béisbol con los Irish como pitcher, con los que acabó con un ERA de 3.03, siendo elegido en el Draft de la MLB en la cuarta ronda, en el puesto 124 por los Baltimore Orioles, disputando en verano las ligas menores con los Aberdeen IronBirds.

#### Estadísticas
| Año     | Equipo     | PJ  | PT  | MPP  | %TC  | %3P  | %TL  | RPP | APP | ROB | TPP | PPP  |
| ------- | ---------- | --- | --- | ---- | ---- | ---- | ---- | --- | --- | --- | --- | ---- |
| 2011–12 | Notre Dame | 34  | 18  | 24.1 | .423 | .342 | .757 | 4.4 | .9  | .5  | .1  | 7.0  |
| 2012–13 | Notre Dame | 35  | 35  | 32.1 | .445 | .377 | .708 | 4.7 | 2.1 | .5  | .3  | 8.9  |
| 2013–14 | Notre Dame | 32  | 32  | 37.2 | .452 | .378 | .833 | 7.1 | 3.0 | 1.0 | .6  | 13.8 |
| 2014–15 | Notre Dame | 38  | 38  | 35.6 | .466 | .423 | .781 | 7.4 | 1.5 | .7  | .9  | 12.5 |
| Total   | Total      | 139 | 123 | 32.3 | .450 | .386 | .777 | 5.9 | 1.8 | .7  | .5  | 10.5 |

### Profesional
El 25 de junio de 2015, fue seleccionado en la cuadragésimo primera posición del Draft de la NBA de 2015 por Brooklyn Nets, pero sus derechos, junto con Mason Plumlee fueron traspasados a Portland Trail Blazers a cambio de Steve Blake y los derechos sobre la elección 23 del draft, Rondae Hollis-Jefferson.
Tras tres temporadas en Portland, el 1 de agosto de 2018 fichó como agente libre con Milwaukee Bucks.
El 20 de julio de 2021 consiguió, con los Bucks, su primer anillo de campeón tras vencer a los Phoenix Suns en las Finales de la NBA.
El 12 de julio de 2022 acuerda una extensión de contrato con los Bucks por 3 años y $30 millones.
En el último encuentro de su séptima temporada en Milwaukee, el 13 de abril de 2025 ante Detroit Pistons, consiguió la mejor anotación de su carrera con 43 puntos, además de 11 rebotes. En junio de 2025 decide aceptar su opción de jugador y extiende su contrato con los Bucks por una temporada y $9,4 millones. Pero tras siete temporadas en Milwaukee, el 6 de julio de 2025 es traspasado a Charlotte Hornets a cambio de Vasilije Micić.

## Estadísticas de su carrera en la NBA
|  | Denota temporada en la que ganó un Campeonato de la NBA |

### Temporada regular
| Año     | Equipo    | PJ  | PT | MPP  | %TC  | %3P  | %TL   | RPP | APP | ROB | TPP | PPP |
| ------- | --------- | --- | -- | ---- | ---- | ---- | ----- | --- | --- | --- | --- | --- |
| 2015-16 | Portland  | 34  | 0  | 4.2  | .265 | .238 | 1.000 | .9  | .3  | .1  | .0  | 1.1 |
| 2016-17 | Portland  | 39  | 1  | 8.1  | .514 | .515 | .778  | 1.3 | .7  | .2  | .1  | 2.5 |
| 2017-18 | Portland  | 82  | 5  | 18.1 | .423 | .352 | .841  | 2.0 | 1.1 | .3  | .3  | 5.4 |
| 2018-19 | Milwaukee | 61  | 2  | 20.7 | .466 | .330 | .725  | 4.2 | 2.0 | .5  | .4  | 6.9 |
| 2019-20 | Milwaukee | 67  | 4  | 18.6 | .455 | .331 | .775  | 4.2 | 1.6 | .4  | .5  | 5.4 |
| 2020-21 | Milwaukee | 69  | 4  | 22.8 | .434 | .371 | .775  | 4.8 | 1.6 | .2  | .7  | 6.8 |
| 2021-22 | Milwaukee | 65  | 19 | 26.0 | .458 | .395 | .833  | 4.2 | 1.3 | .9  | .2  | 9.9 |
| 2022-23 | Milwaukee | 61  | 33 | 23.7 | .392 | .339 | .659  | 4.6 | 1.3 | .6  | .2  | 7.6 |
| 2023-24 | Milwaukee | 76  | 3  | 22.1 | .435 | .345 | .759  | 3.1 | 2.1 | .5  | .3  | 5.6 |
| 2024-25 | Milwaukee | 41  | 1  | 14.7 | .469 | .321 | .774  | 2.7 | 1.7 | .2  | .3  | 5.3 |
| Total   | Total     | 595 | 72 | 19.2 | .438 | .356 | .773  | 3.4 | 1.4 | .5  | .3  | 6.0 |

### Playoffs
| Año   | Equipo    | PJ | PT | MPP  | %TC  | %3P  | %TL   | RPP | APP | ROB | TPP | PPP  |
| ----- | --------- | -- | -- | ---- | ---- | ---- | ----- | --- | --- | --- | --- | ---- |
| 2016  | Portland  | 6  | 0  | 1.3  | .600 | .667 | .000  | .2  | .0  | .0  | .0  | 1.3  |
| 2017  | Portland  | 3  | 0  | 8.0  | .222 | .000 | 1.000 | 2.3 | 1.3 | .0  | .0  | 2.3  |
| 2018  | Portland  | 4  | 0  | 14.8 | .400 | .200 | 1.000 | 1.0 | 1.5 | .3  | .3  | 4.0  |
| 2019  | Milwaukee | 15 | 0  | 21.6 | .481 | .357 | .500  | 6.2 | 1.4 | .4  | .9  | 6.2  |
| 2020  | Milwaukee | 10 | 0  | 17.6 | .429 | .348 | 1.000 | 3.8 | 1.1 | .2  | .2  | 4.0  |
| 2021  | Milwaukee | 23 | 1  | 23.7 | .462 | .389 | .846  | 4.4 | 1.4 | .4  | .3  | 7.5  |
| 2022  | Milwaukee | 12 | 0  | 26.5 | .477 | .391 | 1.000 | 4.3 | .9  | .4  | .3  | 9.5  |
| 2023  | Milwaukee | 4  | 0  | 22.1 | .567 | .478 | .750  | 5.0 | 1.8 | 1.0 | .3  | 12.0 |
| 2024  | Milwaukee | 6  | 0  | 20.7 | .440 | .273 | 1.000 | 3.8 | 2.2 | 1.0 | .2  | 4.5  |
| 2025  | Milwaukee | 3  | 0  | 4.7  | .250 | .250 | .500  | .7  | .3  | .0  | .0  | 2.0  |
| Total | Total     | 86 | 1  | 19.5 | .462 | .370 | .805  | 4.0 | 1.1 | .4  | .3  | 6.0  |